# Hófehér és a vadász
A Hófehér és a vadász (eredeti cím: Snow White and the Huntsman) 2012-ben bemutatott amerikai fantasyfilm, melynek elsőfilmes rendezője Rupert Sanders. A forgatókönyvet Evan Daugherty, John Lee Hancock és Hossein Amini írta, a Grimm fivérek Hófehérke című meséje alapján A főbb szerepekben Charlize Theron, Kristen Stewart, Chris Hemsworth, Sam Claflin és Bob Hoskins (utolsó filmszerepeként, mielőtt színészként visszavonult) látható. 
A film bevételi szempontból jól teljesített és a kritikusok is méltatták, főként Theron, Hemswort és Stewart színészi játékát. A 85. Oscar gálán két jelölést szerzett, legjobb vizuális effektusok és legjobb jelmeztervezés kategóriában. 
Folytatása 2016-ban jelent meg A Vadász és a Jégkirálynő címmel.

## Cselekmény
Egy hideg téli napon Eleonóra királyné megszúrja ujját egy gyönyörű rózsa tövisein. Három csepp vére a hóra hull, és egy lányt kíván, akinek bőre olyan fehér mint a hó, az ajka olyan vörös mint a vér, a haja olyan fekete mint a holló szárnya, és szíve olyan erős akár a rózsa.
A királynő hamarosan megszüli lányát Hófehért, de pár év múlva megbetegszik és meghal. Halála után Hófehérke apja, Magnus király és serege megküzd egy üvegkatonák tünő sereggel. A király talál egy foglyot, akit Ravennának hívnak. Elbűvöli őt a szépségével, és már másnap feleségül veszi.
Ravenna valójában egy erős boszorkány, aki a hadsereget használta arra, hogy megszerezze a birodalmat. A nászéjszakán bevallja, hogy volt egy Magnushoz hasonló király, aki kihasználta, bántotta, majd eldobta. Megöli az uralkodót, majd átveszi a királyságot. Hófehérke gyerekkori barátja, William és apja, Hammond herceg megszöknek, de nem tudják megmenteni a lányt, akit egy toronyba zárnak. 
Az évek alatt a királyság és népe megromlik Ravenna királynő uralma alatt. Időnként kiszívja a fiatal lányok szépségét, hogy fenntartsa a varázslatot, amellyet gyermekkorában édesanyja ruházott rá ami lehetővé teszi Ravenna számára, hogy megőrizze fiatalságát és szépségét. Amikor Hófehér betölti a tizennyolcadik születésnapját, Ravenna megtudja varázstükrétől, ha elfogyasztja a lány szívét, az halhatatlanná teszi.
Ravenna elküldi fivérét, Finnt, hogy hozza el neki a királylányt, de Hófehér a Sötét Erdőbe szökik, ahol Ravennának nincs hatalma. A királynő alkut köt Ericcel, az özvegy és részeges vadásszal, hogyha elfogja, cserébe visszahozza az életbe a feleségét. Amikor azonban Finn felfedi, hogy Ravennának nincs hatalma a halottak felett, a Vadász segít Hófehérnek megszökni. A herceg és William megtudja, hogy Hófehérke életben van, ezért William elhagyja a kastélyt, hogy megtalálja őt és íjászként csatlakozik Finn csapatához.
Hófehér megmenti a Vadász életét egy rájuk támadó troll támadásától. Egy halászfaluba mennek, ahol olyan nők laknak, akik elcsúfították magukat, hogy használhatatlanná tegyék önmagukat a királynő számára. A Vadász megtudja Hófehér valódi kilétét, és a nőkre bízza. Viszont hamar visszatér, amikor látja, hogy Finn emberei felgyújtják a falut. Hófehér és a Vadász elmenekül, majd találkoznak egy nyolc fős törpe bandával. A vak törpe, Muir észreveszi, hogy Hófehér az egyetlen ember, aki véget vethet Ravenna rémuralmának.
Amint átutaznak egy tündérmenedéken, Finn és emberei újból megtámadják őket. Csata következik, melynek során Finnt, embereit és az egyik törpét megölik. William csatlakozik a csoporthoz az apja kastélyába vezető úton. Ravenna Williamnek álcázza magát, és arra veszi rá Hófehért, hogy egyen egy mérgezett almát, majd mikor szívét kivágná, a Vadász és a herceg közbelép és a királynő elmenekül. William megcsókolja Hófehért, de nem történik semmi.
Hófehér holttestét a gyászmenet Hammond kastélyába viszi. Eric sajnálja, hogy nem tudta megmenteni őt, mivel szíve és ereje a feleségére, Sarára emlékezteti. Megcsókolja, de nem veszi észre, a csókja megtöri a varázslatot. A feltámadt Hófehér összegyűjti a herceg seregét, hogy ostromot indítson Ravenna ellen.
A törpék behatolnak a kastélyba a csatornákon keresztül, és kinyitják a kapukat, beengedve a sereget. Hófehér és Ravenna megküzd egymással. Amikor Ravenna meg akarja ölni, Hófehér azzal a mozdulattal amit a Vadász tanított neki szíven szúrja. Közli a királynővel hogy nem kapja meg a szívét, akinek teste addig öregedik hirtelen, hogy meghal.  A királyságba beköszönt a béke, mint annak idején a néhai király és királyné idejében. Hófehért megkoronázzák a birodalom királynőjévé.

## Szereplők
| Színész         | Szerep                                                 | Magyar hang   |
| --------------- | ------------------------------------------------------ | ------------- |
| Kristen Stewart | Hófehér királynő                                       | Földes Eszter |
| Charlize Theron | Ravenna királynő, Hófehér gonosz mostohaanyja          | Kéri Kitty    |
| Chris Hemsworth | Eric, a vadász                                         | Nagy Ervin    |
| Sam Claflin     | William, Duke Hammond fia                              | Szatory Dávid |
| Lily Cole       | Greta, egy fiatal lány, aki összebarátkozik Hófehérrel |               |
| Sam Spruell     | Finn, Ravenna bátyja és végrehajtója                   | Schnell Ádám  |
| Vincent Regan   | Duke Hammond, William apja                             | Kőszegi Ákos  |
| Noah Huntley    | Magnus király, Hófehér apja                            |               |
| Liberty Ross    | Eleanor királynő, Hófehér anyja                        |               |

### A törpék
| Színész       | Szerep                            | Magyar hang    |
| ------------- | --------------------------------- | -------------- |
| Ian McShane   | Beith, a törpék vezetője          | Reviczky Gábor |
| Toby Jones    | Coll, Duir testvére               | Scherer Péter  |
| Eddie Marsan  | Duir, Coll testvére               | Rajkai Zoltán  |
| Ray Winstone  | Gort, a mogorva törpe             | Besenczi Árpád |
| Bob Hoskins   | Muir, a legidősebb törpe, aki vak | Tordy Géza     |
| Johnny Harris | Quert, Muir fia                   | Anger Zsolt    |
| Nick Frost    | Nion, Beith jobbkeze              | Szabó Győző    |